# Reichsfilmstelle
Reichsfilmstelle ist die Bezeichnung verschiedener Filmämter in der Zeit der Weimarer Republik und des Nationalsozialismus des Deutschen Reiches.
Zu unterscheiden sind:
- die Reichsfilmstelle in der Weimarer Republik (als Nachfolgeeinrichtung des Bild- und Filmamts (Bufa); 1918–1932)
- die Reichsfilmstelle der NSDAP (ab 1930)

## Die Reichsfilmstelle in der Weimarer Republik
Nach Ende des Ersten Weltkriegs wurde das Bild- und Filmamt (Bufa) als „Reichsfilmstelle“ in die Reichskanzlei verlegt und wechselte 1919 zum Reichsministerium des Innern. Ihr Leiter war dort Ernst Seeger, der ab 1924 die oberste Filmzensurbehörde und ab 1933 die Abteilung im Reichsministerium für Volksaufklärung und Propaganda leiten sollte.

## Die Reichsfilmstelle der NSDAP
Die NSDAP gründete am 1. November 1930 in Berlin eine parteieigene Reichsfilmstelle, die in den folgenden Jahren einige Wahlkampffilme produzierte und für ihre Verteilung sorgte. Ab Dezember 1932 gab die Reichsfilmstelle auch eine eigene Zeitschrift – „Der deutsche Film“ – heraus.